# Adattamento e censura degli anime
Diversi prodotti di animazione giapponese sono stati nel tempo soggetti ad adattamenti e censure durante i processi di distribuzione, sia sul territorio Giapponese che nelle successive localizzazioni internazionali. Queste modifiche dell'opera originaria possono derivare da indicazioni fornite da enti regolatori o essere implementati autonomamente dai distributori prima della distribuzione al pubblico.

## I motivi dell'adattamento
In molti paesi, i prodotti di animazione sono distribuiti come prodotto destinato ai bambini in età scolare, e devono quindi rispettare canoni di linguaggio e contenuto.
Una buona parte dei cartoni animati trasmessi è importata dal Giappone, un mercato molto vasto e competitivo, che si rivolge invece a un pubblico eterogeneo e di tutte le età. Proprio per questo motivo, in Giappone vengono prodotti diversi tipi di animazioni. Per ogni fascia d'età esiste un adeguato orario di programmazione, dalla mattina fino a notte fonda, in base ai contenuti del prodotto.
Il motivo principale per cui alcune animazioni al di fuori del Giappone vengono trasmesse in fascia non protetta è legato al merchandising, ossia alla promozione degli oggetti associati ai cartoni animati in questione. La trasmissione nel primo pomeriggio porta notevole pubblicità e relativa commercializzazione, a dispetto della reale tipologia di opera: si pensi, ad esempio, a un cartone animato come I Simpson, chiaramente non ideato per un pubblico infantile.
Da notare che anche alcune sit-com animate di produzione americana, come I Griffin, South Park e Drawn Together, hanno subito delle censure, specialmente durante la loro trasmissione sulle reti in chiaro. Tuttavia, generalmente tali opere sono identificate più facilmente dai programmatori come destinate a un pubblico più maturo, al contrario di quanto accade per la produzione giapponese.

## Censure

### Scene di sesso, nudo e semi-nudo
In molte animazioni giapponesi destinate a un pubblico al di sopra dei 14 anni non è raro trovare scene vagamente erotiche. Anche se sono molto rare le scene di sesso esplicito in un'animazione, si trovano spesso episodi in cui si vedono nudi o seminudi di personaggi femminili o in cui i personaggi si scambiano semplici effusioni. Queste sequenze nelle animazioni sottoposte a censura sono generalmente tagliate dove è possibile, anche allungando o ripetendo sequenze contigue. 
Esempi di censure di questo tipo si trovano in alcuni episodi di Occhi di gatto, Il mistero della pietra azzurra, Georgie e Dragon Ball, e nell'edizione CRC degli episodi di Ranma ½. Un caso eclatante è forse quello della serie È quasi magia Johnny, in cui è stata censurata la scena di un'effusione tra i protagonisti Johnny/Kyosuke e Sabrina/Madoka, nonostante questa sequenza sia la scena finale della sigla italiana dell'animazione.
Le scene di nudo maschile sono invece lasciate intatte, anche perché la visione è già limitata al posteriore nella versione originale, tranne che per i bambini, dove si possono trovare casi di nudità integrali, a volte mantenute anche nella versione italiana (esempio le tre serie di Dragon Ball).

### Scene di violenza
In molti anime sono state censurate anche scene in cui i personaggi muoiono o si feriscono vistosamente, oltre a scene in cui subiscono graffi o ricevono schiaffi. Questi tagli, molto diffusi negli anni novanta e nei primi anni 2000, sono stati in seguito ridotti; tuttavia, rimangono delle eccezioni: ad esempio, in One Piece spesso viene cambiato il colore del sangue per renderlo più scuro, mentre in Naruto, talvolta, su alcune scene particolarmente violente è stato applicato l'effetto negativo per sovvertire i colori. 
In una trasmissione in chiaro de I Cavalieri dello zodiaco vi sono innumerevoli inquadrature decolorate per cambiare il colore del sangue.
Un'altra pratica molto utilizzata per circa un decennio, a partire dalla seconda metà degli anni novanta, per i cartoni trasmessi sulle reti Mediaset, fu quella di sostituire in sede di doppiaggio parole come morte, cadavere, suicidio e i verbi morire, uccidere e ammazzare con termini più blandi come «eliminare», «fare fuori», «sparire» o «andare all'altro mondo», «corpo» e «perdere/togliere la vita», o semplicemente usando «omicidio» e «assassinato». 
Esempi possono essere considerate le serie Dragon Ball Z e GT, la serie americana Batman of the Future, dove la "Setta degli assassini" divenne "la Setta dei criminali", e le prime stagioni degli anime One Piece e Detective Conan. Proprio quest'ultimo fu una delle prime serie ad aver nuovamente "legittimato" questi concetti, esportati in seguito in altri cartoni trasmessi dall'editore milanese, come One Piece e Naruto.

### Modifiche alla trama

#### Adattamento dei termini originali
Vi sono casi in cui l'adattamento dei nomi usati per attacchi, oggetti oppure alcuni termini tecnici nei doppiaggi italiani non rispecchia la reale traduzione del termine, mentre trovano in genere una più stretta affinità negli adattamenti anglosassoni (spesso tali termini sono espressi nella versione originale in lingua inglese piuttosto che in giapponese).
Tale abitudine risale all'epoca della messa in onda dei primi cartoni di genere "mecha" negli anni settanta, dovuta alla consapevolezza da parte degli adattatori dell'importanza che tali nomi avevano all'interno dell'opera: esempi famosi possono considerarsi l'Alabarda Spaziale di Goldrake e l'Onda Energetica in Dragon Ball.
In altri casi, l'adattamento italiano ha preferito tradurre letteralmente il termine inglese presente in originale (si veda l'espressione "tesoruccio" usata da Lamù nell'anime omonimo, che sostituisce l'inglese darling usato nella versione originale).

#### Età dei personaggi
A volte viene variata l'età dei personaggi della serie, in genere aumentandola di qualche anno e cambiandone anche il livello scolastico frequentato, ad esempio dalle scuole medie alle superiori. Questo è dovuto al fatto che spesso i personaggi, durante la storia, intraprendono relazioni sentimentali e amorose con altre persone e si imbattono in situazioni più mature e difficili, legate al mondo degli adulti. 
Si preferisce quindi alzare l'età media per adattare meglio l'anime a un pubblico di adolescenti.
Esempi di questo fenomeno si possono riscontrare negli adattamenti animati della trasposizione di Card Captor Sakura e in I Cavalieri dello zodiaco, in cui i protagonisti nel manga e nell'anime giapponese sono ragazzi di età compresa fra i 13 e i 15 anni, ma nella versione italiana, seppur non espressamente dichiarato, si intuisce abbiano almeno 18 anni.
Diversamente dall'anime Rossana, l'adattamento Mediaset non ha ritenuto di dover invecchiare la protagonista rispetto agli 11 anni dell'originale. La ragazza, infatti, ama Rei (Robbie nella versione italiana) alla stregua di un fidanzato, benché egli sia decisamente più grande; tuttavia, l'adattamento italiano riduce il sentimento di Rossana a una semplice amicizia. 
Da notare che, invece, nella serie degli anni '80 Juny peperina inventatutto, anch'essa trasmessa sulle reti Mediaset, l'amore della piccola protagonista per un ragazzo più maturo non è stato soggetto a censure, né sarebbe stato possibile, poiché i tentativi di Juny di conquistarlo e i suoi atteggiamenti da innamorata sono parte essenziale della trama.

#### Dialoghi aggiuntivi o modificati
Un esempio celebre di dialoghi aggiuntivi si trova nella serie I Cavalieri dello zodiaco, dove i dialoghi, oltre a essere rimaneggiati, sono stati anche aggiunti quando i personaggi restano in silenzio. Un altro esempio è riscontrabile in Lady Oscar, dove nella versione giapponese Rosalie, per trovare il denaro per la madre malata, vuole prostituirsi a Oscar; mentre nella versione italiana chiede semplicemente del denaro. Durante il processo di Jeanne, quest'ultima nella versione giapponese dice di avere un rapporto lesbico con la Regina insieme a Oscar e alla Contessa di Polignac. 
Un altro caso famoso è Dragon Ball: in genere la voce narrante dovrebbe commentare solamente all'inizio e alla fine dell'episodio, mentre i personaggi avversari durante un combattimento dovrebbero studiarsi in silenzio al fine di aumentare la tensione; invece, nell'adattamento italiano vengono aggiunte riflessioni puramente inventate.
Nell'adattamento italiano di Kiss Me Licia, il gatto Giuliano parla, mentre nell'originale giapponese si limita solo a fare versi. Ciò accade anche quando ad alcune scene sono legati eventi culminanti, come un rapporto sentimentale o un avvenimento tragico o violento. Queste sono manovre che alterano, in modo a volte non marginale, quanto voluto trasmettere dall'autore. Ad esempio, nell'anime Re Artù, durante una scena silenziosa di otto secondi, c'è una panoramica che mostra un villaggio tranquillo immerso nel silenzio. 
Nella versione italiana, invece, tale silenzio viene coperto dalla voce del narratore, che evidenzia come la calma del luogo porti a percepire persino il debole fruscio del vento. Tuttavia, questo non viene percepito dallo spettatore a causa della voce commentata.

#### Tagli per programmazione
Nelle trasmissioni sulle reti italiane è stato spesso eliminato l'eyecatch (o "stacco", come talvolta definito), ovvero l'eyecatch che in Giappone introduce l'intervallo pubblicitario a metà episodio. Questa rimozione è dovuta al fatto che in Italia gli episodi sono solitamente trasmessi senza interruzioni pubblicitarie, in virtù del codice di autoregolamentazione televisivo per i minori, il quale stabilisce l'assenza di pause pubblicitarie all'interno delle serie animate.
Tuttavia, vi sono stati casi in cui gli eyecatch sono stati mantenuti. Un primo esempio è la trasmissione dei primi episodi di Ranma ½ su TMC nel contenitore Zap-Zap TV: in questa occasione, gli eyecatch furono utilizzati per separare l'episodio dalle anticipazioni della puntata successiva. Nelle repliche sulle televisioni locali, invece, sono stati perlopiù conservati, specialmente a partire dalla terza stagione.
Un ulteriore esempio di mantenimento degli eyecatch è riscontrabile in Keroro. Questo è dovuto alla struttura dell'anime, in cui ogni puntata include spesso due episodi, per lo più autoconclusivi e della durata di circa 10 minuti ciascuno. Di conseguenza, viene utilizzato un unico eyecatch come intermezzo tra le due metà dell'episodio.

### Riferimenti al Giappone

#### Cambiamento dei nomi dei personaggi
Soprattutto i nomi propri giapponesi, in passato venivano cambiati in nomi italiani, americani o in altri scaturiti dall'immaginazione degli adattatori.
Storicamente in Italia ciò avvenne in modo massivo nella serie UFO Robot Goldrake: gli adattatori francesi, diversamente, ad esempio da quelli dei paesi arabi, ritennero di sostituire i nomi propri giapponesi con altri inventati, ispirati a nomi di stelle, come quelli di Alcor o di Mizar. L'Italia mantenne sostanzialmente i nomi dell'adattamento francese.
Questa pratica avrebbe avuto lo scopo di rendere più comprensibili e familiari i nomi giapponesi, trasformati in nomi più aderenti all'immaginario occidentale. In questo caso, viene contestata la "semplificazione" culturale che, invece di proteggere i bambini, li isola in un mondo omologato e privo di diversità, un mondo in realtà inesistente.
È comunque controverso il motivo di queste "censure", che non sembrano essere usate per alterare il programma, quanto per favorire una partecipazione emotiva dei bambini, altrimenti più complessa per il mondo occidentale.
In alcuni casi, come per Dragon Ball o Saint Seiya, si è dato lo stesso nome a più personaggi secondari. In City Hunter il protagonista, in origine Ryo Saeba, ha preso il nome della serie animata, abbreviato in Hunter, mentre la protagonista femminile, Kaori Makimura, è stata rinominata con un cognome italiano, divenendo Kreta Mancinelli.
Da notare che questa tecnica, molto usata tra gli anni ottanta e novanta sulle reti Mediaset, è iniziata lentamente a sparire tra la fine degli anni '90 e l'inizio degli anni 2000, fino a scomparire del tutto. Oggi l'utilizzo di nomi giapponesi non è più ritenuto anomalo e non necessita di semplificazioni culturali. È importante specificare che molti anime, specialmente quelli non editi da Mediaset, già dagli anni '80 conservavano i nomi originali, come ad esempio L'uomo tigre.
Singolare è stato il caso di Shin Chan: la serie fu trasmessa in Italia usando la versione censurata britannica, ma con i nomi originali. Un altro esempio è Doraemon: il protagonista Nobita nelle prime edizioni italiane si chiamava Guglielmo, detto Guglia; solo successivamente venne riproposto con il nome originale."
Il protagonista di One Piece, Monkey D. Rufy, ebbe una sorte diversa: nell'edizione italiana il suo nome fu modificato in "Rubber" e mantenne questa denominazione. Anche i frutti del diavolo di One Piece furono trasformati in "frutti del mare".
La modifica del nome del protagonista è significativa perché la "D" presente nel suo nome ha un'importanza centrale nella trama dell'anime. Nella versione italiana, tutti i dialoghi che facevano riferimento a questa caratteristica furono adattati, fino all'episodio 400, in cui il personaggio venne chiamato "Monkey D. Rubber", preservando così il riferimento alla "D" presente in quell'episodio.
Successivamente, il nome originale fu ripristinato e Rubber divenne il soprannome del personaggio. Inoltre, la maggior parte degli altri personaggi di One Piece conservava e conserva tuttora i nomi originali.
In Sailor Moon, serie trasmessa in un periodo in cui era diffusa la pratica di semplificare i nomi stranieri, la protagonista Usagi fu ribattezzata Bunny, un nome che ne richiama il significato di "coniglio" in giapponese. Questa modifica non creò problemi fino alla seconda serie, quando apparve una bambina che si presentava come Usagi e che, per evitare confusione con l'Usagi adulta, venne soprannominata dai personaggi Chibiusa. La transizione da Bunny a Chibiusa risultava meno immediata per il pubblico italiano. Al contrario, nell'edizione americana si passò da Serena, nome inglese di Usagi, a Rini, che in questo caso è un'abbreviazione di Serena.
L'abitudine di rinominare i personaggi con un nome, spesso anglofono, che richiamasse il significato dell'originale, fu adottata anche per Ichigo Momomiya di Mew Mew - Amiche vincenti, ribattezzata nell'edizione italiana Strawberry, e per Hikaru, Umi e Fu, protagoniste di Magic Knight Rayearth. Queste ultime divennero Luce, Marina e Anemone nella versione italiana.
Infine, per quanto riguarda il personaggio di Senritsu in Hunter × Hunter, nell'edizione americana dell'anime fu ribattezzata Melody, mentre in quella italiana è stato mantenuto il nome originale.

#### Eliminazione dei riferimenti al Giappone
Bandiere, carte geografiche e scritte venivano spesso eliminate tramite fermo-immagine o tagli, in modo simile alla rimozione di altri elementi culturali ritenuti difficili da comprendere per il pubblico occidentale. In alcuni casi, anche quando la storia di un anime era chiaramente ambientata a Tokyo, si preferiva attribuire alla città un nome fittizio ed evitare qualsiasi menzione del Giappone o della cultura giapponese."
Questi interventi, analogamente alla pratica di cambiare i nomi dei personaggi, rappresentano un ulteriore esempio di semplificazione culturale, che inevitabilmente impoverisce l'opera originale e, paradossalmente, ne compromette la piena comprensibilità. Spesso, ad esempio, di fronte alla presenza di ideogrammi in una scena, si preferiva cancellarli o addirittura eliminare l'intera sequenza, anziché tradurli o sottotitolarli, trascurando così la loro importanza per la narrazione.
Un caso limite è rappresentato da F - Motori in pista: in questa serie, ogni volta che compariva una scritta in giapponese, come su un giornale, una vetrina o sui cartelloni pubblicitari a bordo pista, la scena veniva completamente tagliata, rendendo la trama dell'episodio difficilmente comprensibile. Anche la traduzione dei prezzi era problematica, con conversioni immaginarie e incoerenti, che variavano persino all'interno dello stesso episodio.
Un notevole progresso si è verificato a partire dagli anni 2000: da allora, i kanji sono generalmente mantenuti e, negli adattamenti, viene solitamente specificato che l'anime è ambientato in Giappone. In passato, inoltre, si tendeva a eliminare i riferimenti a qualsiasi religione, incluse quelle più diffuse in Giappone, come lo shintoismo e il buddhismo, e persino il cristianesimo.

## Adattamenti e censure per Paese

### Regno Unito
Nel Regno Unito, il Video Recordings Act del 1984 e, successivamente, il Video Recordings Act del 2010, stabiliscono che tutti i media home video debbano essere certificati dal British Board of Film Classification (BBFC). La vendita o il noleggio di materiale non classificato sono vietati, ma i media importati sono ammessi per uso personale, a condizione che il contenuto non violi la legge britannica.
Il BBFC è responsabile dell'assegnazione delle classificazioni per età ai contenuti video e, se necessario, può richiedere tagli o rifiutare il visto di censura qualora il contenuto non soddisfi le linee guida. Esempi di contenuti considerati inaccettabili includono violenza grafica e scene di natura sessuale, come sesso minorile e violenza sessuale.
Diverse uscite furono sostanzialmente censurate per ottenere il visto, tra cui la serie Urotsukidōji e Adventure Kid (rinominata Adventure Duo nel Regno Unito). L'uscita del capitolo Infernal Road della serie Urotsukidōji fu ritardata dal BBFC di tre anni, con due rifiuti iniziali del visto di censura, fino a quando l'episodio finale venne distribuito, includendo i copioni per gli altri capitoli come contenuto extra nell'edizione DVD.
Anche a La Blue Girl fu rifiutata la classificazione. La Blue Girl Returns venne distribuito con il divieto ai minori di 18 anni dopo essere stato sottoposto a numerosi tagli obbligatori, per un totale di 35 minuti in 4 episodi. All'inizio degli anni '90, gli anime in Gran Bretagna furono oggetto di una campagna mediatica negativa da parte di alcuni giornali, in reazione alla violenza e al contenuto sessualizzato presenti in molti dei titoli disponibili."
I distributori ne trassero vantaggio sfruttando le poche licenze di anime indirizzati a un pubblico adulto per fare colpo sul mercato di riferimento. Nel 1995, il 25% degli anime distribuiti in Gran Bretagna fino a quel momento erano vietati ai minori di 18 anni e il 36% erano vietati ai minori di 15 anni. Nel 2006, la maggior parte delle opere arrivava senza tagli e veniva classificata come vietata ai minori di 12 anni.
In alcuni casi, una classificazione per età più alta del BBFC era desiderata dai distributori. Questo avveniva inserendo deliberatamente un linguaggio eccessivamente scurrile per ottenere una classificazione superiore, un processo noto come fifteening.
Un esempio fornito dal BBFC fu Patlabor, che venne classificato vietato ai minori di 15 anni a causa del linguaggio utilizzato, mentre altrimenti avrebbe ottenuto una classificazione "adatto a minori accompagnati dai genitori" (PG).

### Francia
La psicoterapeuta Liliane Lurçat, nel suo saggio del 1981 Il bambino e la televisione. A cinque anni solo con Goldrake (Seul avec Goldorak), condusse un breve studio psicosociologico sugli anime e sulla percezione che ne avevano i piccoli telespettatori. I risultati furono tranquillizzanti riguardo ai presunti effetti negativi. Nonostante ciò, in seguito serie come Ken le survivant (Ken il guerriero) e Mon cher frère (Caro fratello) vennero interrotte: la prima a causa dell'eccessiva violenza, la seconda per le atmosfere giudicate troppo cupe.
Un conflitto sui diritti d'autore fu invece all'origine del cambio di titolo di Lupin III, divenuto Edgar de la Cambriole, Edgar, le détéctive cambrioleur (Edgar, il ladro detective). Questa modifica fu adottata per evitare controversie legali con gli eredi di Maurice Leblanc, creatore di Arsenio Lupin. Solo con la scadenza dei diritti d'autore nel gennaio 2012, fu possibile utilizzare nuovamente il nome originale dell'anime anche all'estero.

### Giappone
La censura degli anime colpisce anche il Giappone, il paese di produzione, sebbene in misura minore rispetto ad altre nazioni. Ai sensi dell'articolo 175 del Codice penale giapponese, sono proibiti i materiali contenenti immagini ritenute indecenti. Tuttavia, queste leggi risalivano al 1907 e sono rimaste invariate durante l'aggiornamento della costituzione giapponese nel 1947.
Con il passare del tempo, i criteri di accettabilità sono diventati meno definiti. La raffigurazione dei peli pubici fu vietata fino al 1991, spingendo serie come Lolita Anime e Cream Lemon a sfruttare la sessualizzazione di ragazze prepubescenti come scappatoia. L'uso di tentacoli in serie hentai come Urotsukidōji permise ai creatori di eludere la censura sulla rappresentazione dei genitali.
In altri casi, i contenuti sono stati autocensurati attraverso l'uso di sfocature e cerchi neri. Quando la censura viene rimossa per la distribuzione estera, l'animazione originale non censurata viene rivelata, sollevando preoccupazioni sulla sessualizzazione delle minorenni.
Cowboy Bebop e Gantz sono esempi di titoli trasmessi in versione rimaneggiata e successivamente distribuiti senza censure nel mercato home video. Episodi di serie come Osomatsu-san sono stati rimaneggiati per le repliche e per l'home video."
"Negli ultimi tempi, le reti televisive giapponesi, a seguito di proteste di genitori o spettatori occasionali, hanno optato per l'autocensura di anime considerati eccessivamente violenti o erotici, rimuovendo le scene "incriminate". La censura degli anime in Giappone si concentra principalmente sulle scene violente e di sesso esplicito.
Un esempio di questa nuova tendenza è riscontrabile in Gantz: la serie manga fu trasmessa da Fuji TV durante l'estate 2004 in una versione particolarmente adattata, in cui vennero eliminate tutte le scene violente. La seconda stagione di Gantz fu poi trasmessa in versione integrale sul canale satellitare WOWOW. Sempre nel 2004, la sigla iniziale di Area 88 fu criticata per le scene erotiche che conteneva, portando alla rimozione di tutte le scene di nudo.
Un altro anime in cui furono censurate scene di nudità è Girls Bravo, trasmesso da Fuji TV in versione censurata. In particolare, Fuji TV censurò le scene di nudo ambientate nei bagni, oscurando le parti intime con vapore digitale. Proprio a causa di questa censura, le protagoniste dell'anime vennero soprannominate steamgirls ("ragazze vapore").
Talvolta, nelle trasposizioni da manga ad anime, alcune scene vengono edulcorate o eliminate. Un esempio è One Piece: nel primo capitolo del manga, Rufy bambino si ferisce la guancia con un coltello per dimostrare il suo coraggio a Shanks il rosso, scena che non è stata inclusa nella versione animata.
Inoltre, nel flashback di Sanji in One Piece, la scena in cui Zeff si nutre della propria gamba per sopravvivere alla fame venne modificata: nell'anime, Zeff perde la gamba perché incastrata in una catena. Molte altre scene furono edulcorate, riducendo la violenza e attenuando la presenza di sangue.
In molti anime, le parole oscene venivano censurate con dei bip sonori e, in alcuni casi, si interveniva sul colore del sangue, come accadde nell'episodio finale di School Days, dove venne alterato cromaticamente. Il livello di censura, tuttavia, variava a seconda dell'emittente. Ad esempio, l'episodio 6 di Moetan non fu mai trasmesso sulle reti nazionali, mentre venne diffuso in versione censurata su Chiba TV. Generalmente, i canali satellitari tendevano ad applicare una censura meno severa rispetto ai canali terrestri.
In alcuni casi, fatti di cronaca nera hanno spinto le emittenti giapponesi a trasmettere anime in versione censurata. Ad esempio, in seguito all'omicidio di un uomo di quarantacinque anni da parte della figlia sedicenne, avvenuto il 18 settembre 2007, le emittenti televisive ricorsero all'autocensura, rimuovendo alcune scene violente da diversi anime. Alcuni esempi di anime censurati anche in Giappone includono: Shigofumi, School Days, Moetan, Kodomo no Jikan, The Qwaser of Stigmata, Highschool of the Dead, Hetalia, To Love-Ru Darkness."
Durante la trasmissione dell'adattamento animato de Le bizzarre avventure di JoJo, alcune scene vennero oscurate per attenuarne la violenza. Inoltre, nella terza stagione, ogni volta che il protagonista Jotaro Kujo veniva mostrato mentre fumava una sigaretta, il suo volto veniva offuscato, presumibilmente a causa della giovane età del personaggio, diciassette anni.

### Italia

#### Storia della censura degli anime in Italia
I primi anime trasmessi in Italia sulle reti private furono quasi sempre proposti senza censure, persino in presenza di scene vagamente erotiche come in Lady Oscar e Georgie). Al contrario, sulla televisione pubblica si interveniva tagliando alcune scene ritenute eccessivamente violente, soprattutto nei cartoni animati di genere robotico e fantascientifico..
Il primo anime ad essere sistematicamente censurato fu con ogni probabilità Alpen Rose, trasmesso in Italia nel 1986 e ambientato durante la seconda guerra mondiale. La censura fu talmente estesa da arrivare a tagliare 9-10 minuti per episodio, quasi la metà della durata originale, allo scopo di eliminare ogni riferimento al conflitto bellico.
Anche Julie rosa di bosco, un altro anime della stessa casa di produzione e con un'ambientazione bellica simile, subì la censura, in particolare vennero rimossi tutti i riferimenti all'Italia. Ad esempio, fu eliminato il dettaglio che identificava come italiano l'aereo responsabile della morte dei genitori della protagonista.

#### Il periodo dalla fine anni ottanta agli anni novanta
Successivamente, nella seconda metà degli anni ottanta, si diffuse un diverso tipo di censura, mirata a eliminare ogni riferimento al Giappone dagli anime e a rendere l'ambientazione delle storie più generica e occidentale. Un esempio emblematico è F - Motori in pista: il protagonista venne ribattezzato Patrick, il campionato automobilistico giapponese Formula J fu trasformato nella Formula 3000 europea e, durante le gare, le scene in cui apparivano cartelloni pubblicitari con sponsor giapponesi venivano sistematicamente tagliate.
Un'altra serie degli anni ottanta, È quasi magia Johnny, divenne uno degli anime più censurati, insieme a Rossana e Piccoli problemi di cuore, e rese palese agli appassionati l'entità del problema della censura. Oltre a numerosi tagli di scene, Mediaset decise di non trasmettere due episodi, giudicandoli inadatti a un pubblico infantile.
Un responsabile della programmazione di Italia 1 motivò i tagli operati su Piccoli problemi di cuore con la necessità di trasmettere l'anime in fascia protetta, evitando le proteste del Moige. Anche l'anime Che famiglia è questa Family! non fu esente da censure: in questo caso, i dialoghi vennero modificati per celare le relazioni bisessuali di alcuni personaggi.
Negli anni novanta, nonostante un rallentamento nel ritmo d'importazione delle serie animate, anime come Ken il guerriero e Sailor Moon, quest'ultimo trasmesso sulle reti Mediaset, scatenarono accese polemiche. Nell'autunno del 1996, un tragico fatto di cronaca –il lancio di un sasso da un cavalcavia che causò la morte di una persona – coinvolse indirettamente il mondo degli anime. Durante le perquisizioni nelle abitazioni dei giovani responsabili, la polizia rinvenne, tra le altre cose, un poster di X-Files, fumetti di Dylan Dog e manga di Ken il guerriero. Quest'ultimo, già considerato violento, fu additato dai media come possibile fonte di ispirazione per tali comportamenti."
La vicenda ebbe ampia risonanza mediatica, con numerose trasmissioni dedicate all'argomento. In una di queste, un giornalista arrivò ad affermare erroneamente che "Ken è un guerriero che lancia i sassi contro le persone".
L'anno seguente, le polemiche investirono Sailor Moon. La psicologa Vera Slepoj sostenne pubblicamente che la quinta serie dell'anime avrebbe potuto compromettere l'identità sessuale dei bambini. L'affermazione della Slepoj si basava su segnalazioni di genitori i cui figli maschi, appassionati della serie, tendevano a identificarsi con la protagonista femminile. Successivamente, le critiche si estesero alla presenza, sempre nella quinta serie, delle Sailor Starlights: guerriere che, nella loro identità civile, assumevano sembianze maschili.
In seguito a queste polemiche, l'adattamento italiano di Sailor Moon, già oggetto di modifiche, subì ulteriori interventi censori. Questi riguardarono sia la parte video, con l'inserimento di vistosi fermo-immagine e rimontaggi delle scene, sia, in misura ancora maggiore, i dialoghi. Secondo alcune fonti, il responsabile del doppiaggio, Nicola Bartolini Carrassi, operò in modo tanto esteso da alterare significativamente la trama originale in diverse occasioni. Un esempio noto riguarda la terza serie: la relazione sentimentale tra le guerriere Haruka e Michiru (Sailor Uranus e Sailor Neptune, ribattezzate Heles e Milena nell'adattamento italiano) venne completamente censurata da Mediaset, presentando le due come semplici amiche.
Nell'ultimo episodio della serie, inoltre, Sailor Moon, al termine di una battaglia particolarmente violenta, appariva completamente nuda: sebbene tale nudità avesse un valore simbolico, la scena venne censurata.
Anche la serie Slayers subì pesanti censure, a partire dal titolo stesso, modificato da Mediaset in Un incantesimo dischiuso tra i petali del tempo per Rina. Furono eliminati i cognomi dei personaggi e cambiati alcuni nomi.
Vennero eliminati i nomi degli incantesimi e le relative formule magiche furono completamente stravolte. Gli ultimi tre episodi della seconda serie furono fusi in uno solo, comportando il taglio di oltre 40 minuti di scene; inoltre, la condizione delle mestruazioni, che impediva a Lina Inverse di lanciare incantesimi, venne trasformata nella versione Mediaset in una non meglio.

#### Il periodo MOIGE e ADAM Italia
Nel 2000 si verificò il cosiddetto caso Dragon Ball: una madre, sfogliando un albo del manga Dragon Ball acquistato per il figlio, si imbatté nella scena in cui Bulma mostra le mutandine al maestro Muten, ignara che Goku gliele avesse sfilate la notte precedente. Ritenendo tale scena non adatta ai bambini, la donna si rivolse all'associazione Cittadinanzattiva, che a sua volta presentò un esposto alla Procura della Repubblica di Roma contro l'editore Star Comics.
La scena in questione fu accusata di poter favorire la pedofilia, partendo dal presupposto che un bambino, leggendola, potesse interpretare come normale l'atto di mostrare le proprie parti intime a un adulto ("un vecchio" nel contesto della scena). Ciononostante, la vicenda perse rapidamente rilevanza senza sortire conseguenze legali. L'unica ripercussione fu la decisione di Star Comics, nelle due ristampe immediatamente successive, di censurare la scena per evitare ulteriori polemiche.
In aggiunta, nella pagina iniziale di tutti i manga pubblicati dalla casa editrice venne inserita un'avvertenza che specificava che tutti i personaggi, sebbene fossero rappresentazioni grafiche, erano da considerarsi maggiorenni. Questa dichiarazione risultava tuttavia palesemente contraddittoria, dato che lo stesso protagonista della serie, Goku, era raffigurato come un bambino all'inizio della storia.
Anche serie di grande successo come One Piece e Naruto si aggiungono all'elenco degli anime che hanno subito censure significative durante la loro trasmissione sulle reti Mediaset in Italia, iniziata rispettivamente nel 2001 e nel 2006. Per One Piece, gli interventi hanno riguardato principalmente il taglio di scene considerate troppo violente, l'alterazione o lo sbiadimento del colore del sangue e, in alcuni casi, la modifica dei dialoghi. In Naruto, scene contenenti sangue sono state tagliate o modificate (ad esempio, rendendo il sangue nero e opaco o ricorrendo all'oscuramento dell'immagine) fin dal primo episodio trasmesso.
Alcuni dialoghi dell'adattamento italiano di Naruto sono stati modificati, e diverse parole sono state edulcorate utilizzando termini più infantili: ad esempio, l'espressione "idiota" (traduzione del giapponese baka, che significa anche 'scemo') è stata sostituita con "testa quadra" quando riferita al protagonista Naruto. Inoltre, termini espliciti come "uccidere", "ammazzare" e "morire" sono stati frequentemente rimpiazzati da eufemismi quali "togliere di mezzo", "eliminare", "fare fuori" o "perdere la vita" (una tendenza che si è tuttavia ridotta fino quasi a scomparire nelle stagioni più recenti di Naruto Shippuden).
Nella serie originale veniva esplorato a fondo il tema dell'umanità dei ninja; questo aspetto è stato però attenuato nelle prime stagioni dell'edizione italiana, presentando i personaggi più come "supereroi" che come individui complessi.
Per contrastare il fenomeno della censura negli anime, nel luglio 1997 è stata fondata l'associazione ADAM Italia (Associazione Difesa Anime e Manga). Attiva principalmente su internet, l'associazione collabora con esperti del settore del fumetto e dell'animazione, tra cui il giornalista Luca Raffaelli, i Kappa Boys e il doppiatore e direttore di doppiaggio Fabrizio Mazzotta.
A partire dai primi anni 2000, si è osservata una tendenza da parte delle emittenti televisive a programmare anime in versione integrale (non censurata) in fascia serale, venendo incontro alle richieste degli appassionati. Questa pratica, tuttavia, non ha riguardato inizialmente serie di larghissima diffusione trasmesse in orari diurni o pomeridiani, come Pokémon, le diverse serie di Dragon Ball, Naruto e One Piece, che hanno continuato a subire adattamenti.
La Yamato Video è stata tra gli sponsor di PA2, un progetto ideato da Nicola Bartolini Carrassi volto a promuovere la trasmissione di anime in fascia serale. In seguito a questa iniziativa, Mediaset trasmise dopo le 23:00 le serie Berserk e Wedding Peach. Seguendo questo esempio, MTV iniziò a trasmettere anime senza censure in orari non protetti (fascia notturna), previa segnalazione al pubblico; tra i primi titoli proposti vi furono Cowboy Bebop e, successivamente, serie come Evangelion, Inuyasha, Ranma ½ e Trigun. Ciononostante, la stessa emittente musicale dovette rinunciare alla messa in onda dell'episodio conclusivo di Excel Saga, a causa della presenza massiccia di scene parodistiche del genere hentai.
Vi sono casi in cui un anime è stato trasmesso prima in una versione più fedele all'originale e successivamente in una versione adattata. Un esempio emblematico è I Cavalieri dello zodiaco: benché i diritti fossero stati acquistati da Fininvest, la serie fu inizialmente trasmessa tra la fine degli anni Ottanta e l'inizio degli anni Novanta su circuiti televisivi locali come Odeon TV e Italia 7 senza particolari censure video. A partire dal 2000, Mediaset iniziò a trasmetterlo sulle proprie reti, ma applicando notevoli adattamenti e censure.
Nelle trasmissioni successive, incluse le repliche a partire dal 2008 e la messa in onda della nuova serie Hades, le censure si sono ulteriormente accentuate: numerose scene contenenti sangue sono state sbiadite (alterate cromaticamente) e, in particolare, nella sigla di apertura è stato offuscato il rivolo di sangue che cola dalla fronte del personaggio di Phoenix.
Anche Dragon Ball ha seguito un percorso simile. Trasmessa inizialmente nel 1996 come serie di punta del circuito Junior TV, subì un primo adattamento che includeva modifiche ai dialoghi per eliminare riferimenti o gag a sfondo sessuale, oltre all'omissione di alcune scene (mai doppiate in questa fase). Con il passaggio a Mediaset nel 1998, la serie fu soggetta a ulteriori e più estese censure video (applicate solo durante la trasmissione televisiva), come ad esempio la rimozione dei caratteri katakana visibili sulle Sfere del Drago nella sigla di apertura.
Un percorso differente seguì Dragon Ball Z. Distribuito inizialmente in VHS da DeAgostini nel 1998, utilizzava un doppiaggio curato da Mediaset che includeva lievi adattamenti nei dialoghi, ma non presentava censure video (lo stesso approccio fu adottato per Dragon Ball GT). Quando la serie approdò su Italia 1 nel 2000, le censure video applicate durante le prime messe in onda furono meno invasive rispetto a quelle subite dalla serie precedente, Dragon Ball.
Tuttavia, la situazione cambiò drasticamente con le repliche successive. In quella trasmessa nel biennio 2011-2012, ad esempio, tre episodi (il 79, l'80 e l'85) furono per la prima volta interamente saltati su richiesta del MOIGE, che li giudicava eccessivamente cruenti. Durante questa stessa trasmissione, inoltre, furono introdotte pesanti censure video, a differenza delle precedenti messe in onda, intervenendo su quasi tutte le scene con presenza di sangue. Venne anche eliminata completamente la sequenza dell'episodio 253 in cui due killer uccidono una coppia di anziani per puro divertimento; la trasmissione di questa scena in una replica precedente era già costata alla rete una sanzione di 100.000 euro.
Un altro caso significativo riguarda la prima e la seconda serie di Lupin III. Inizialmente trasmesse in versione integrale su circuiti televisivi regionali, subirono successivamente censure sia a livello di dialoghi sia a livello video durante la loro programmazione sulle reti nazionali.

### Stati Uniti d'America
Negli Stati Uniti, la censura negli anime colpisce tipicamente nudità, linguaggio volgare, scene di violenza e riferimenti culturali o religiosi specifici, in particolare quelli legati al Giappone. La pratica censoria statunitense si distingue spesso per un approccio tecnicamente più sofisticato rispetto a quello italiano: l'uso diffuso della computer grafica permette infatti di modificare o eliminare scene e dettagli visivi in modo tale che le alterazioni risultino spesso poco evidenti allo spettatore.
Anche negli USA serie molto famose come Dragon Ball Z, Pokémon, Yu-Gi-Oh! e One Piece sono state oggetto di censure significative. Tra le compagnie più note per questo tipo di interventi vi è stata la 4Kids Entertainment, responsabile di adattamenti che hanno profondamente modificato serie come One Piece, Yu-Gi-Oh! e Pokémon. Le pratiche comuni includevano la rimozione sistematica di riferimenti alla cultura giapponese, la traduzione in inglese o la cancellazione (tramite computer grafica) di testi e ideogrammi presenti nelle scene, e soprattutto la mancata trasmissione di interi episodi ritenuti troppo violenti o inadatti al target infantile.
In particolare, la versione di One Piece trasmessa da 4Kids è stata pesantemente censurata per adattarla a un pubblico molto giovane: oltre a saltare numerosi episodi, la compagnia ha eliminato molte scene violente e ha utilizzato la grafica computerizzata per alterare elementi visivi, ad esempio sostituendo le armi da fuoco con pistole ad acqua o sparatappi, e trasformando le sigarette in lecca lecca o il vino in succo d'arancia. Successivamente, i diritti di distribuzione sono passati a FUNimation, che ha realizzato un nuovo doppiaggio, applicando censure più leggere e limitate principalmente alle trasmissioni televisive, mentre le edizioni home video sono generalmente integrali.
L'adattamento statunitense di Yu-Gi-Oh! a cura di 4Kids fu particolarmente invasivo e portò a uno stravolgimento quasi completo dell'opera originale. Vennero introdotti concetti inesistenti nella versione giapponese, come il Cuore delle Carte (Heart of the Cards) e il Regno delle Ombre (Shadow Realm), che divennero però elementi centrali nella versione censurata. Furono tagliate numerose scene considerate violente, le musiche originali vennero interamente sostituite con brani scelti da 4Kids, molte immagini furono modificate digitalmente e la trama subì profonde alterazioni a causa della riscrittura massiccia dei dialoghi.
Anche Dragon Ball Z, durante la sua prima trasmissione negli Stati Uniti, fu oggetto di pesanti censure. Numerosi tagli riguardarono scene violente, tanto che il numero complessivo degli episodi trasmessi fu ridotto da 291 a 276. Inoltre, vennero rimossi o edulcorati i riferimenti espliciti alla morte dei personaggi. Il nome del personaggio Mr. Satan fu cambiato in Hercule per evitare qualsiasi associazione con figure religiose negative come il diavolo. Un altro esempio significativo di modifica è la scena in cui Goku cade dal Serpentone: mentre nella versione originale giapponese finisce all'Inferno, nella versione censurata americana giunge in un luogo chiamato HFIL (acronimo di Home For Infinite Losers, traducibile come "Dimora per i perdenti senza speranza").

### Corea del Sud
Dal 1948, anno della sua indipendenza, fino al 1998, l'importazione di qualsiasi prodotto culturale giapponese, compresi i media, era vietata in Corea del Sud. Di conseguenza, per eludere questo divieto, molti anime vennero doppiati illegalmente, rimuovendo sistematicamente ogni riferimento culturale o linguistico al Giappone. In quel periodo, il pubblico sudcoreano spesso non era consapevole dell'origine giapponese di queste serie. Un esempio significativo è il doppiaggio coreano di Sailor Moon, in cui tutti i nomi originali giapponesi dei personaggi furono modificati.
Nella serie Pokémon, l'episodio La sfida del samurai non fu trasmesso in Corea del Sud perché vi appariva un personaggio vestito da samurai. Nella cultura popolare sudcoreana, infatti, i riferimenti ai samurai sono spesso evitati a causa dei difficili rapporti storici tra Corea e Giappone. Altri tre episodi furono anch'essi tagliati per la presenza di elementi considerati troppo specifici della cultura giapponese, causando in alcuni casi errori di continuità nella narrazione degli episodi trasmessi.
Durante la trasmissione di One Piece sull'emittente KBS 2, furono applicate diverse forme di censura. Queste includevano la rimozione di elementi culturali giapponesi e la traduzione in coreano di tutte le scritte visibili in lingua originale. Molte modifiche grafiche rispecchiavano quelle apportate dalla versione statunitense di 4Kids: ad esempio, la sigaretta di Sanji fu sostituita con un lecca-lecca e gli abiti di alcuni personaggi femminili furono ridisegnati per apparire meno rivelatori. Altre alterazioni specifiche comprendevano l'aggiunta di effetti visivi (come stelle su sfondo nero) per mascherare gli impatti fisici al di fuori delle scene di combattimento principali e la modifica dell'aspetto delle armi da taglio, le cui lame venivano colorate di nero, grigio o bianco e rese opache per attenuarne la pericolosità percepita. Infine, le sigle e le canzoni originali furono sostituite da versioni strumentali o da brani locali.
Tuttavia, a partire dalla settima stagione, quando la trasmissione di One Piece passò all'emittente Tooniverse, gli interventi di censura divennero meno evidenti. Successivamente, una versione priva di tagli significativi fu trasmessa sul canale Champ TV tra maggio 2003 e maggio 2007, coprendo le prime sei "stagioni" (suddivise in blocchi da 30 a 52 episodi ciascuna), fino a raggiungere l'episodio 219.

### Australia e Nuova Zelanda
Nel 2020, la distribuzione in streaming dell'anime Ishuzoku Reviewers sulla piattaforma AnimeLab in Australia e Nuova Zelanda subì dei ritardi. La causa dichiarata fu la necessità di "regolazioni relative al reperimento del materiale", lasciando intendere possibili problemi legati alla classificazione o all'adattamento dei contenuti per le normative locali.

### Annotazioni
1. ↑  Vengono eliminate inoltre diverse scene del combattimento fra i personaggi di Monkey D. Rufy e Rob Lucci.
2. ↑  Secondo quanto affermato dall'allora doppiatore del personaggio di Actarus, Romano Malaspina.
3. ↑  In originale Double Harken.
4. ↑  In originale Kamehameha.
5. ↑  Successivamente ripreso anche nell'edizione italiana del manga edita da Star Comics.
6. ↑  L'età della protagonista venne innalzata dai 10 ai 14 anni.
7. ↑  Nel secondo episodio della serie, il protagonista Pegasus afferma di essere stato in Grecia per sei anni e di essere partito per arrivare lì a dieci, facendo di lui un sedicenne. Nella versione animata sono inoltre presenti scene in cui i protagonisti guidano veicoli.
8. ↑  Da notare che l'adattatore dei dialoghi, Stefano Cerioni, spiegò che molti "stravolgimenti" erano dovuti al fatto che i copioni su cui lavoravano erano molto lacunosi.
9. ↑  Generalmente consiste in un paio di immagini o in due brevi scenette spiritose.
10. ↑  Basti pensare a Dragon Ball, in cui erano cambiati solo alcuni nomi, e ai seguiti Z e GT in cui erano mantenuti quasi tutti i nomi originali, o a Naruto che non ha subito alcun cambio.
11. ↑  Italiani erano i nomi di tutti i bambini nel primo doppiaggio.
12. ↑  Si tratta dell'unione tra "chibi", che in giapponese significa piccolo/a, e "usa", abbreviazione di Usagi. La traduzione del nome è quindi "piccola Usagi".
13. ↑  I nomi originali dei personaggi significano rispettivamente luce, mare e vento. Il nome Anemone deriva da "άνεμος", vento in greco antico.
14. ↑  Senritsu significa Melodia in giapponese.
15. ↑  Ne sono un esempio Keroro e Detective Conan.
16. ↑  Ripristinata integralmente solo a partire dalla quarta ristampa, chiamata Evergreen Edition, del 2011.
17. ↑  Queste scene mai doppiate sono state ripristinate dall'edizione DVD di Yamato Video con l'audio originale e i sottotitoli.

### Fonti
1. 1 2 3 4   Eleonora Benecchi, Anime - Cartoni con l'anima, Cinema e comunicazione, Bologna, Airplane, 2005,  pp. 101 e segg., SBN UBO2707449.
2. 1 2 3 4 5   Il perché delle censure, da Il Bazar di Mari.
3. 1 2 3 4 5 6 7  Pellitteri 2002, p. 270 e ss.
4. ↑   Anni '90 – 7ª parte.
5. ↑   Intervista a Stefano Cerioni, su cdzmillennium.altervista.org.
6. ↑   bbfc.co.uk,  https://www.bbfc.co.uk/about-bbfc/faqs.
7. 1 2   bbfc.co.uk,  https://www.bbfc.co.uk/education-resources/education-news/drawing-comparisons-history-manga-and-classification.
8. ↑   bbfc.co.uk,  https://www.bbfc.co.uk/releases/urotsukidoji-iv-episode-3-quests-end.
9. ↑   bbfc.co.uk,  https://www.bbfc.co.uk/releases/adventure-duo-volume-3-1970.
10. 1 2 3 4   Johnathan Clements e Helen McCarthy, The Anime Encyclopedia 3rd Revised Edition, Stone Bridge Press, 2015,  p. p. 884, ISBN 978-1-61172-018-1.
11. ↑   bbfc.co.uk,  https://www.bbfc.co.uk/releases/urotsukidoji-iv-infernal-road-episode-one-secret-garden-2000.
12. ↑   bbfc.co.uk,  https://www.bbfc.co.uk/releases/la-blue-girl-returns-episodes-1-2-2005.
13. ↑   bbfc.co.uk,  https://www.bbfc.co.uk/releases/la-blue-girl-returns-episodes-3-4-2005.
14. ↑   Manga mania 13,  p. 70.
15. 1 2   Manga Mania 30, gennaio 1996,  p. 120.
16. ↑  (FR) Arsène Lupin dans le domaine public, su jacobavocats.com, 30 gennaio 2012. URL consultato il 23 marzo 2018.
17. ↑   Justin Sevakis, Why Don't Anime Characters Have Pubic Hair?, su animenewsnetwork.com, Anime News Network, 28 dicembre 2015. URL consultato il 13 marzo 2016.
18. ↑  Clements e McCarthy 2015, p. 125.
19. ↑  Clements e McCarthy 2015, p. 154.
20. ↑  Clements e McCarthy 2015, p. 1285.
21. ↑   Mr. Osomatsu Anime's 3rd Episode to be Partially Altered for Home Video, Streaming, su animenewsnetwork.com, Anime News Network, 20 novembre 2015. URL consultato il 13 marzo 2015.
22. ↑  Capitolo 1 ed episodio 4.
23. ↑  (EN) Anime Censorship Reaches New Levels of Stupid, su Kotaku, 23 marzo 2015. URL consultato il 17 settembre 2022.
24. ↑   Redazione, La bizzarra censura dell'anime di Jojo, su Fumettologica, 24 marzo 2015. URL consultato il 17 settembre 2022.
25. ↑   Storia della censura degli anime in Italia Parte 1, su ilbazardimari.net. URL consultato il 23 marzo 2018.
26. ↑   La "Mondo Home Entertainment" racconta... (Intervista a Gian Claudio Galatoli), su goldrake.info, 31 gennaio 2003. URL consultato il 21 marzo 2018 (archiviato dall'url originale il 4 aprile 2008).
27. ↑   Il Bazar di Mari Storia della censura degli anime in Italia Parte 2.
28. ↑  L'intervista è comparsa sulla rivista Sorrisi e Canzoni TV (16 febbraio 2005) e l'articolo è  presente in rete (archiviato dall'url originale il 27 settembre 2007).
29. ↑   Il Bazar di Mari Storia della censura degli anime in Italia Parte 6.
30. ↑  Paolo Buscaglino Strambio, Pericolo Giallo, ADAM-Lulu.com, 2008, p. 57 e ss.
31. ↑   Il Bazar di Mari censure generali Naruto (archiviato dall'url originale il 27 settembre 2007).
32. ↑   Le censure di Dragon Ball Z su Italia1: perché?.
33. ↑   Rai 4: il MoIGE, Margaria, ADAM e Raffaelli su censure Anime, su animeclick.it, AnimeClick.it, 17 marzo 2010.
34. ↑   opguide.bravehost.com (archiviato dall'url originale il 3 ottobre 2007).
35. ↑   Wakanim, AnimeLab Continue to Stream Interspecies Reviewers Anime in Select Regions (Update), su Anime News Network, 24 settembre 2023.